# Lista de deputados estaduais de Pernambuco da 10.ª legislatura
Essa é uma lista de deputados estaduais de Pernambuco eleitos para o período 1983-1987.

## Composição das bancadas
| Partido | Líder           | Bancada | Posição  |
| ------- | --------------- | ------- | -------- |
| PDS     | Horácio Ferraz  | 28 / 50 | Governo  |
| PMDB    | João Lyra Filho | 22 / 50 | Oposição |

## Deputados estaduais
| Deputados estaduais eleitos            | Partido | Votação | Cidade onde nasceu      | Unidade federativa  |
| Abelardo Ribeiro de Godoy              | PDS     | 15.120  | Serra Talhada           | Pernambuco          |
| Adalberto Farias Cabral                | PDS     | 16.099  | Surubim                 | Pernambuco          |
| Antônio Airton Benjamin                | PDS     | 22.105  | Olinda                  | Pernambuco          |
| Argemiro Pereira de Menezes            | PDS     | 24.303  | Serra Talhada           | Pernambuco          |
| Arthur Mello de Lima Cavalcanti        | PMDB    | 26.360  | Recife                  | Pernambuco          |
| Carlos Porto de Barros                 | PDS     | 15.566  | Canhotinho              | Pernambuco          |
| Clodoaldo da Silva Torres Filho        | PMDB    | 50.555  | Bom Jardim              | Pernambuco          |
| Drayton Nejaim                         | PDS     | 24.164  | Caruaru                 | Pernambuco          |
| Edgar Moury Fernandes Sobrinho         | PMDB    | 17.195  | Recife                  | Pernambuco          |
| Eduardo Gomes da Silva                 | PMDB    | 32.679  | São José do Egito       | Pernambuco          |
| Felipe Coelho                          | PDS     | 28.568  | Ouricuri                | Pernambuco          |
| Felix Cantalício Barreto Cabral        | PDS     | 17.697  | Terra Nova              | Pernambuco          |
| Fernando Bezerra Coelho                | PDS     | 26.543  | Petrolina               | Pernambuco          |
| Francisco Cintra Galvão                | PDS     | 21.054  | Belo Jardim             | Pernambuco          |
| Harlan Gadelha                         | PMDB    | 27.962  | Goiana                  | Pernambuco          |
| Henrique José Queiroz Costa            | PDS     | 22.297  | Recife                  | Pernambuco          |
| Horácio Ferraz                         | PDS     | 22.915  | Floresta                | Pernambuco          |
| Hugo Martins Gomes                     | PMDB    | 15.611  | Cabo de Santo Agostinho | Pernambuco          |
| Inaldo Ivo Lima                        | PMDB    | 22.966  | Angelim                 | Pernambuco          |
| Ivo Tinô do Amaral                     | PDS     | 16.311  | Lajedo                  | Pernambuco          |
| João Ferreira Lima                     | PMDB    | 19.357  | Nazaré da Mata          | Pernambuco          |
| João Lyra Filho                        | PMDB    | 17.385  | Lagoa dos Gatos         | Pernambuco          |
| Joaquim de Barros Primo                | PDS     | 14.774  | São José do Belmonte    | Pernambuco          |
| Joel de Holanda Cordeiro               | PDS     | 34.138  | Arcoverde               | Pernambuco          |
| José Aglailson Queralvares             | PDS     | 25.477  | Vitória de Santo Antão  | Pernambuco          |
| José Liberato Barroso                  | PDS     | 16.304  | Aracati                 | Pernambuco          |
| José de Assis Pedrosa                  | PMDB    | 16.600  | Limoeiro                | Pernambuco          |
| José Geraldo da Mota Barbosa           | PDS     | 18.448  | Surubim                 | Pernambuco          |
| José Luiz de Almeida Melo              | PDS     | 15.653  | Jaboatão dos Guararapes | Pernambuco          |
| José Tinoco                            | PDS     | 32.838  | Recife                  | Pernambuco          |
| Leila Guimarães de Abreu               | PMDB    | 19.919  | Recife                  | Pernambuco          |
| Luciano Siqueira                       | PMDB    | 13.866  | Natal                   | Rio Grande do Norte |
| Luís de Barros Freire Neto             | PMDB    | 37.270  | Recife                  | Pernambuco          |
| Gonzaga Patriota                       | PMDB    | 15.278  | Sertânia                | Pernambuco          |
| Luís Heráclio do Rêgo Sobrinho         | PDS     | 26.738  | Limoeiro                | Pernambuco          |
| Manoel Ramos de Almeida                | PDS     | 64.514  | Panelas                 | Pernambuco          |
| Marcus Antônio Soares da Cunha         | PMDB    | 43.662  | Bezerros                | Pernambuco          |
| Maviael Francisco de Moraes Cavalcanti | PDS     | 29.965  | Macaparana              | Pernambuco          |
| Murilo Carneiro Leão Paraíso           | PMDB    | 18.343  | Recife                  | Pernambuco          |
| Newton D'Emery Carneiro                | PMDB    | 16.222  | Palmares                | Pernambuco          |
| Osvaldo Rabelo                         | PDS     | 32.414  | Goiana                  | Pernambuco          |
| Paulo Marques                          | PDS     | 40.410  | Carpina                 | Pernambuco          |
| Ricardo José Dias Selva                | PMDB    | 29.879  | Afogados da Ingazeira   | Pernambuco          |
| Roosevelt Gonçalves de Lima            | PDS     | 23.586  | Limoeiro                | Pernambuco          |
| Sérgio Longman                         | PMDB    | 21.052  | Recife                  | Pernambuco          |
| Severino Cavalcanti                    | PDS     | 17.989  | João Alfredo            | Pernambuco          |
| Zacarias Sirino de Souza               | MDB     | 20.152  | Bezerros                | Pernambuco          |
| Sérgio Guerra                          | PMDB    | 27.405  | Recife                  | Pernambuco          |
| Torquato Ferreira Lima                 | PMDB    | 22.626  | Nazaré da Mata          | Pernambuco          |
| Vital Cavalcanti Novaes                | PDS     | 19.718  | Escada                  | Pernambuco          |
| Wilson de Queirós Campos               | PMDB    | 14.307  | Brejo da Madre de Deus  | Pernambuco          |